# Synpalamides rubrophalaris
Synpalamides rubrophalaris là một loài bướm đêm thuộc họ Castniidae. Loài này có ở Brasil.